# Mile Balen
Mile Balen je hrvatski književnik. Piše dokumentarnu prozu i pripovijetke za djecu.
Član je Društva hrvatskih književnika i Hrvatskog kulturnog vijeća.
U svojim djelima se bavi moralnim pitanjima pojedinaca i društva, izvješćujući o ključnim događajima iz Domovinskog rata.
Također piše i djela za djecu, tematski bliske osmoškolcima i iskustvima što ih prolaze djeca u osnovnoj školi. S druge strane, i kroz ova djela mu se provlači tematika Domovinskog rata.

## Djela
- Martinovka i druge priče, 1995.
- Martinovka, 1999.
- Politika nije uvijek..., 1997.

## Vanjske povezice
- Društvo hrvatskih književnika
- Martinovka  Arhivirana inačica izvorne stranice od 1. srpnja 2007. (Wayback Machine)
- Martinovka i druge priče
- Politika nije uvijek...  Arhivirana inačica izvorne stranice od 28. rujna 2007. (Wayback Machine)